# Symplocos nokoensis
Symplocos nokoensis är en tvåhjärtbladig växtart som först beskrevs av Bunzo Hayata, och fick sitt nu gällande namn av Ryozo Kanehira. Symplocos nokoensis ingår i släktet Symplocos och familjen Symplocaceae. Inga underarter finns listade i Catalogue of Life.